# Giro dei Pirati
Il Giro dei Pirati fu una rotta di navigazione seguita da alcuni pirati, principalmente inglesi, tra la fine del XVII e l'inizio del XVIII secolo. Il percorso partiva dall'Atlantico occidentale, parallelamente alla Rotta del Capo, attorno alla punta meridionale dell'Africa, fermandosi in Madagascar, per poi raggiungere obiettivi come la costa dello Yemen e dell'India. Il Giro dei Pirati venne nuovamente utilizzato per un breve periodo all'inizio degli anni '20 del Settecento. I pirati che seguirono la rotta vengono talvolta definiti Roundsmen. Il Giro dei Pirati era in gran parte coestensivo con le rotte delle navi della Compagnia delle Indie Orientali, della Gran Bretagna e di altri Stati nazionali.